# Jerry Scheff
Jerry Obern Scheff (31 januari 1941, San Francisco) is een Amerikaans bassist. Hij is bekend geworden als de vaste bassist van Elvis Presley in de vroege jaren 70, als lid van de TCB Band en zijn samenwerking met The Doors. 

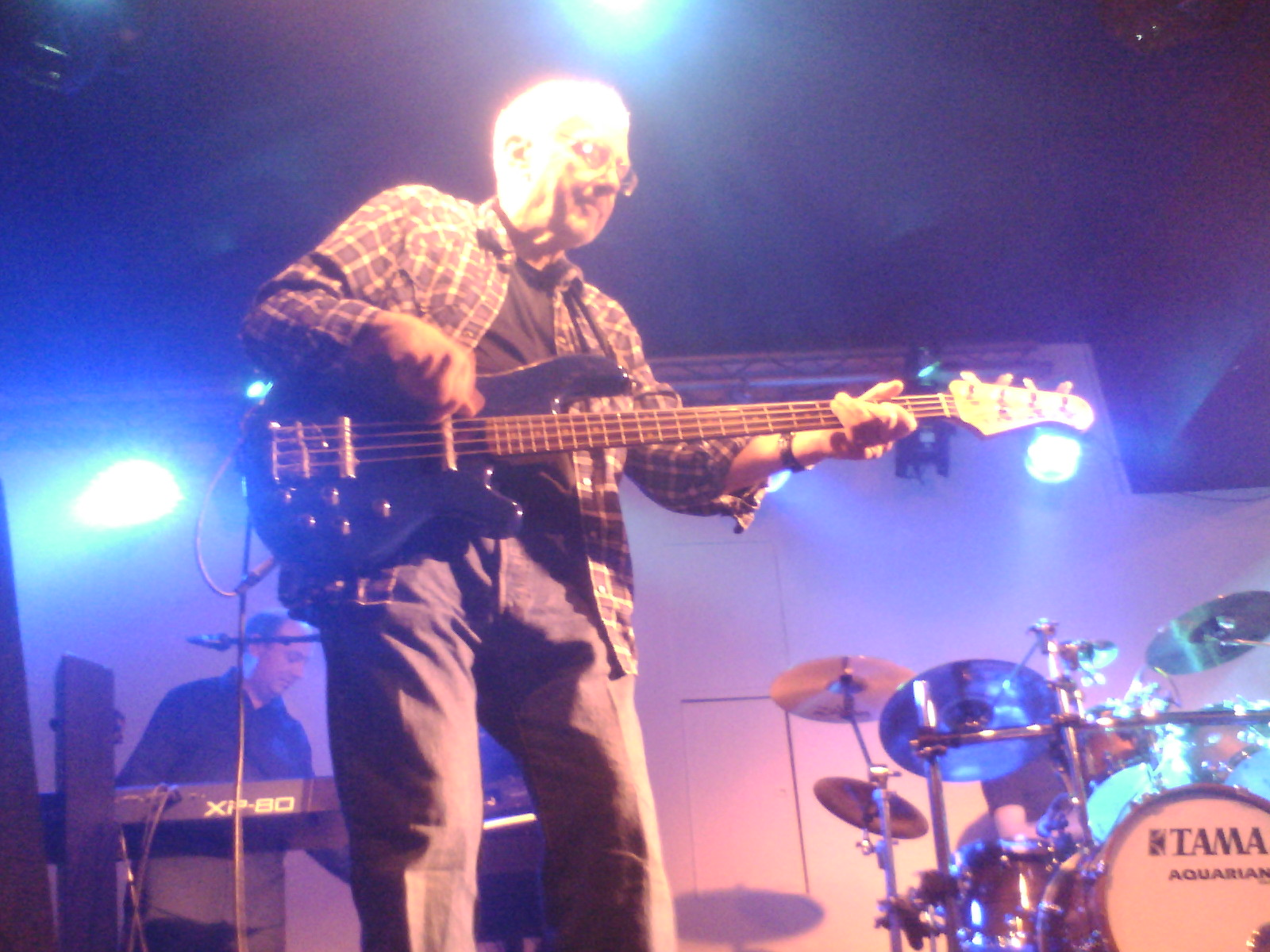
Jerry Scheff in 2013

## Biografie

### The Doors en anderen
Jerry Scheff groeide op in de San Francisco Bay Area. Nadat hij had gediend in het leger, keerde hij terug naar Californië, en werd hij in Los Angeles als sessiemuzikant. Zijn eerste grote doorbraak was met de hit van The Association: "Along Comes Mary" (1966). Dat succes heeft geleid tot tal van andere samenwerkingen met onder anderen Bobby Sherman, Johnny Mathis, Johnny Rivers, Neil Diamond, Nancy Sinatra, Pat Boone, Sammy Davis Jr, Bobby Vinton, The Everly Brothers, en de Nitty Gritty Dirt Band. 
In 1971 verscheen hij op L.A. Woman, het laatste album dat is opgenomen door The Doors. Jim Morrison zou hem hiervoor hebben gevraagd omdat hij een groot Elvisfan was. Er wordt gezegd dat Scheff als vast lid tot de band zou toetreden. Echter de dood van Morrison, drie maanden na het verschijnen van het album, maakte hier een vroegtijdig einde aan.

### Elvis Presley
In juli 1969 werd Jerry Scheff lid van de TCB Band van Elvis Presley. Hij is meerdere malen te zien op vele live-geregistreerde concerten van Elvis Presley, waaronder Aloha from Hawaii (Elvis' live satelliettelevisieconcert uit 1973), Thats The Way It Is (1970), de filmdocumentaire On Tour (1972) en Elvis in Concert (1977). Scheff speelde ook o.a. mee op albums als "Elvis As Recorded At Madison Square Garden"(1972), "Elvis as Recorded in Memphis"(1974), "Promised Land"(1975), "Elvis Today"(1976), "Recorded at Elvis Presley Boulevard"(1976) en "Moody Blue"(1977).  Hij bleef samenwerken met Elvis tot de dag dat Elvis stierf.

### Verdere samenwerkingen
In de jaren na Elvis werkte Jerry Scheff samen met onder andere Willy DeVille, Bob Dylan, John Denver, Elvis Costello, Sam Phillips, Richard Thompson en vele andere artiesten. Scheff was ook de bassist van de Southern Pacific van 1983 tot 1986. Hij heeft ook deelgenomen aan het tv-concert dat Roy Orbison gaf in 1987. 
In juni 2009 gaf Scheff een uitverkocht optreden in Breda met de andere bandleden van Elvis' TCB Band.  
Scheff treedt nog steeds op, zij het niet meer met de TCB Band wegens creatieve en cultuurverschillen. Van 2013 tot 2017 toerde hij door het Verenigd Koninkrijk met Jenson Bloomer die de hits van Elvis vertolkte. In 2019 gaf hij een Doors-tribute-concert.

## Privé
Jerry Scheff heeft twee zonen: muzikant Jason (1962) en zakenman Darin (1963). Jason Scheff was van 1985 tot 2016 de bassist en zanger van de band Chicago. Hij schreef onder andere het lied Bigger Than Elvis als een eerbetoon aan zijn vader. 
- Gemeinsame Normdatei: 134509498
- International Standard Name Identifier: 0000 0001 1944 8268
- Library of Congress Control Number: no97052706
- MusicBrainz: a75caab8-92f9-49ab-981e-a54ef93fb2fe
- Nationale Bibliotheek van Tsjechië: xx0163608
- Virtual International Authority File: 79652205
- WorldCat: E39PBJqQCPXB4vddqG9VTWyrv3